# 田辺誠 (オートレース選手)
田辺 誠（たなべ まこと、1977年1月19日 - ）は、日本のオートレース選手。埼玉県出身。27期、川口オートレース場所属。通算優勝回数は7回。